# Krister Horn

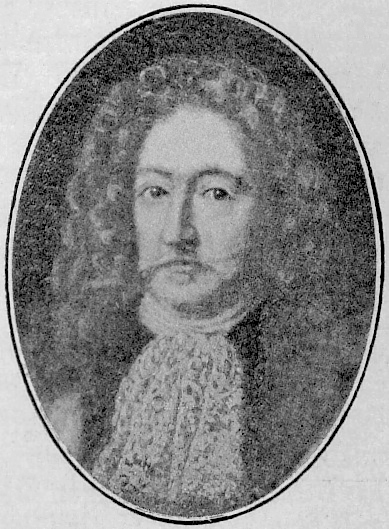
Krister Horn

Krister Klasson Horn af Åminne (* 13. November 1622 in Vikhus; † 26. Mai 1692 ebenda) war ein schwedischer Feldmarschall.

## Leben

### Herkunft und Familie
Krister war Angehöriger der Familie der schwedischen Freiherren Horn. Seine Eltern waren der Regierungsrat und Erbherr auf Åminne, Freiherr Klas Kristersson Horn (1587–1651) und Sigrid Oxenstierna (1590–1644). Der Generalgouverneur von Estland Bengt Horn (1623–1678) war sein Bruder.
Horn vermählte sich in erster Ehe 1654 mit Freiin Görvel Sparre (1632–1659), Schwester des Diplomaten und Großmarschalls von Schweden Per Persson Sparre (1633–1669). In zweiter Ehe heiratete er 1662 Anna Elisabeth Wrangel af Lindeberg (1640–1687), einer Tochter des schwedischen Generals Johann Moritz Wrangel (1616–1665). Er hinterließ die Söhne Klas und Bengt.

### Werdegang
Horn war von 1654 bis 1657 Gouverneur von Riga. In dieser Zeit fiel ihm bei der Belagerung von Riga durch die Russen eine wichtige Rolle zu. Von 1657 bis 1659 Generalgouverneur von Ingermanland von Ingermanland, Livland und Kexholms län und Kexholms län. Im Jahr 1660 wurde er Reichsrat und 1661 zunächst Assessor am Svea hovrätt. Als Hauslehrer Karls XI. kritisierter er 1663 dessen Zölle und ausschweifenden Lebensstil. Er war dann 1669 Richter in Karelien und 1674 in gleicher Funktion in Värmland. Bereits 1672 war er zum Feldmarschall avanciert und wurde 1674 Generalgouverneur in Livland. In seine Amtszeit, die bis 1686 andauerte, fiel die von ihm initiierte Agrarreform die auch als „Stände Reduktion“ bekannt ist. Neben umfassenden Güterbesitz in Schweden, erwarb er im Jahr 1678 für 3000 Taler Salisburg, sowie Colberg, beide in Livland. Horn starb auf seinem Rittergut und wurde im Dom zu Uppsala begraben.